# Notothenia rossii
Notothenia rossii (J. Richardson, 1844), conosciuta anche come nototenia marmorata è una specie di pesce attinopterigo della famiglia dei Nototenidi, nativa dell'Oceano Australe.

## Tassonomia
Notothenia rossii fu descritto formalmente per la prima volta nel 1844 dal medico di bordo, naturalista ed esploratore artico scozzese John Richardson. Non sappiamo dove il tipo nomenclaturale sia stato raccolto, anche se potrebbe essersi trattato della zona circostante le isole Kerguelen nelle Terre Australi e Antartiche Francesi. Richardson utilizzò il nome specifico rossii in omaggio a James Clark Ross, leader della spedizione in Artide con le navi HMS Terror ed HMS Erebus.

## Descrizione
La nototenia marmorata può raggiungere una lunghezza massima di 92 centimetri, è tuttavia più comune l'osservazione di esemplari la cui lunghezza si attesta a 50 centimetri, mentre l'esemplare più pesante mai registrato di questo pesce arrivava a superare i 10 chilogrammi. La pinna dorsale è divisa in due parti, con 4 o 7 raggi spinosi nella parte anteriore e dai 32 ai 36 raggi molli nella lunga porzione posteriore, mentre la pinna anale ne possiede dai 26 ai 30. Colori e pattern possono variare ma la maggioranza degli individui presenta una colorazione marrone scuro e una scura marmorizzazione nella parte superiore del corpo, più pallida in quella inferiore. La prima pinna dorsale presenta una macchiolina scura sulla membrana presente tra ogni raggio spinoso.

## Distribuzione, habitat e biologia
Notothenia rossii vive in uno spazio che comprende la parte settentrionale della penisola Antartica, le isole del Principe Edoardo, le isole Crozet, le isole Kerguelen, le isole Heard e McDonald e l'isola Macquarie, dove può essere trovato a profondità tra i 5 e i 350 metri. Gli esemplari femmina di questa specie raggiungono la maturità sessuale a circa un'età di sei anni, spostandosi insieme ai maschi maturi verso le acque più profonde della piattaforma continentale. La fregola avviene una volta ogni anno e i giovani pesci dopo la schiusa vivono nei fiordi e nelle baie in acque poco profonce, cibandosi principalmente di zooplancton. Gli esemplari maschi possono vivere fino a dodici anni. La nototenia marmorata è un pesce molto ambito per la pesca commerciale, che divenne oggetto di pesca intensiva da parte di pescherecci sovietici durante gli anni '60 e '70 del XX secolo, superando le 100.000 tonnellate di pescato in alcune stagioni; a causa di ciò, la specie è quasi scomparsa dalla Georgia del Sud e, nel 1980, iniziò a non essere più riscontrata in molti punti dell'Oceano Australe. Occorsero più di 20 anni perché la popolazione di N. rossii tornasse ai livelli di metà secolo.